# Mesochorus formosus
Mesochorus formosus är en stekelart som beskrevs av Bridgman 1882. Mesochorus formosus ingår i släktet Mesochorus, och familjen brokparasitsteklar. Arten är reproducerande i Sverige.